# Цвишна
Цвишна је врста тканине коју су кројачи употребљавали при шивењу сакоа. Обезбеђивала је лепше држање предњег дела сакоа. Данас се уместо ње употребљава лепљиво платно.